# Brännskär (vid Nötö, Nagu)
Brännskär är en ö nära Nötö i Nagu,  Finland. Den ligger i Skärgårdshavet i Pargas stad i landskapet Egentliga Finland, i den sydvästra delen av landet. Ön ligger omkring 3 kilometer öster om Nötö, 28 kilometer söder om Nagu kyrka, 61 kilometer söder om Åbo och omkring 180 kilometer väster om Helsingfors. Närmaste allmänna förbindelse är förbindelsebryggan vid Nötö som trafikeras av M/S Eivor.
Öns area är 8,4 hektar och dess största längd är 0,5 kilometer i öst-västlig riktning.